# Sleipnir (navegador)
Fenrir, Inc., una empresa global de software centrada en herramientas para Internet bien diseñadas, ha lanzado la última versión de su navegador web Sleipnir, diseñado específicamente para reducir la diferencia que hay entre la navegación en el ordenador y móvil. Los datos encontrados mientras se navega en el ordenador se pueden enviar fácilmente a las aplicaciones del teléfono inteligente del usuario.
La familia de productos Sleipnir soporta Windows, Mac, iOS y Android. El Linker Sleipnir para iOS es una aplicación móvil que permite enviar notificaciones push desde el navegador web para ordenador Sleipnir de Fenrir a dispositivos iOS como el iPhone y el iPad. El Linker Sleipnir para Android hace lo mismo en dispositivos Android. Con esta simple funcionalidad , Sleipnir conecta dispositivos y aplicaciones como ningún otro navegador disponible.

## Características
Principales características de Sleipnir:
•Envía datos desde tu navegador a tu teléfono inteligente fácilmente con Sleipnir Linker.
•Comparte, guarda o lee más tarde sin problemas directamente desde tu navegador. Soporte para Twitter, LinkedIn, Facebook, Tumblr, Flickr, Dropbox, Evernote, Google+, Readability, Instapaper, Pocket, SkyDrive y más.
•Diseño sencillo y fácil de entender.
•Gestos multitáctiles y para el ratón.
•Marcadores sincronizados.
Funciones de Sleipnir 3 para Windows:
WebKit - Carga rápida de páginas al utilizar el mismo motor de renderizado que Chrome y Safari.
Extensiones de Google Chrome - Instala y utiliza las extensiones de Chrome adquiridas en el Store de Chrome Extensions.
Web App Linker - Enlaza con múltiples servicios web al mismo tiempo para compartir, guardar y leer más tarde. Por ejemplo podrás compartir instantáneamente una página de Facebook, Twitter y Google+ con solo un clic.
Teléfono inteligente App Linker - Envía texto, enlaces, direcciones, números de teléfono o lo que precises a tu teléfono inteligente y ábrelos con las aplicaciones que más te gusten (Maps,Call...).
FeedReader - Navega rápidamente entre feeds, y gestiona con facilidad social media feeds con Feed Central.
Modo de pantalla completa - Accede a todo lo que necesites con un solo movimiento de mano.
Pestañas y TouchPaging - Maneja a tu antojo el navegador, navega y pasa de pestaña en pestaña con solo mover el ratón y manteniendo pulsado el clic derecho del ratón.
Funciones de pestañas grupos - Gestiona con eficiencia cantidad de pestañas con la ingente cantidad de funciones y los grupos de pestañas.
Fenrir Pass cloud service - Sincroniza marcadores entre Sleipnir con todos tus dispositivos empleando el servicio de Fenrir Pass.
Soporte de Trident - Pasa cuando lo precies al motor de renderizado empleado en Internet Explorer.

## Plataformas soportadas
Windows, Mac, Android, iPhone / iPad, Windows Phone.